# Route nationale 2 (Espagne)
Pour les articles homonymes, voir Route nationale 2.
La route nationale N-2 (en espagnol : Carretera Nacional 2) anciennement route nationale N-II est une route du réseau espagnol reliant Madrid et Barcelone à la frontière française par La Jonquera, puis côté français à Le Perthus sur la RN 9.
Sa longueur atteint 780 km au niveau de la plateforme douanière du Perthus.
Des portions de voies rapides Autovias entre Madrid et Saragosse puis de Lérida à Barcelone ont été renumérotés en A-2 suivant le nouveau système de classement routier local.
Sa nomenclature européenne est E-90 de Madrid à Barcelone et E-15 entre Barcelone et la France.

## Histoire
À la suite de l'application du programme Circuito Nacional de Firmes Especiales (C.N.F.E.) entre 1926 et 1939, il a été attribué à cet axe le n° XIII. Une longue antenne existait aussi sous ce même numéro mais entre Barcelone et Valence, préfigurant en grande partie le tracé de la N-340 dans ce secteur.
C'est d'ailleurs au même moment qu'elle a figuré parmi les principales routes de l'exode de réfugiés lors de la guerre civile d'Espagne, la rendant de ce fait quasi impraticable à tout véhicule dès la fin des hostilités.
Cette route reçoit sa dénomination actuelle dès 1939, à la suite de l'application du plan Peña. Son numéro sera conservé jusqu'en 2005 ainsi que sur les portions encore non reconverties en voies rapides, lorsque le système de classement des routes est réformé.
La déviation de La Jonquera a été livrée à la circulation dès 1963, son artère principale étant devenue insuffisante face à un trafic automobile sans cesse croissant.

## Projets
La N-2 devrait à terme être convertie en voie rapide entre Gérone et La Jonquera, devenant ainsi l'autovía A-2.

## Parcours

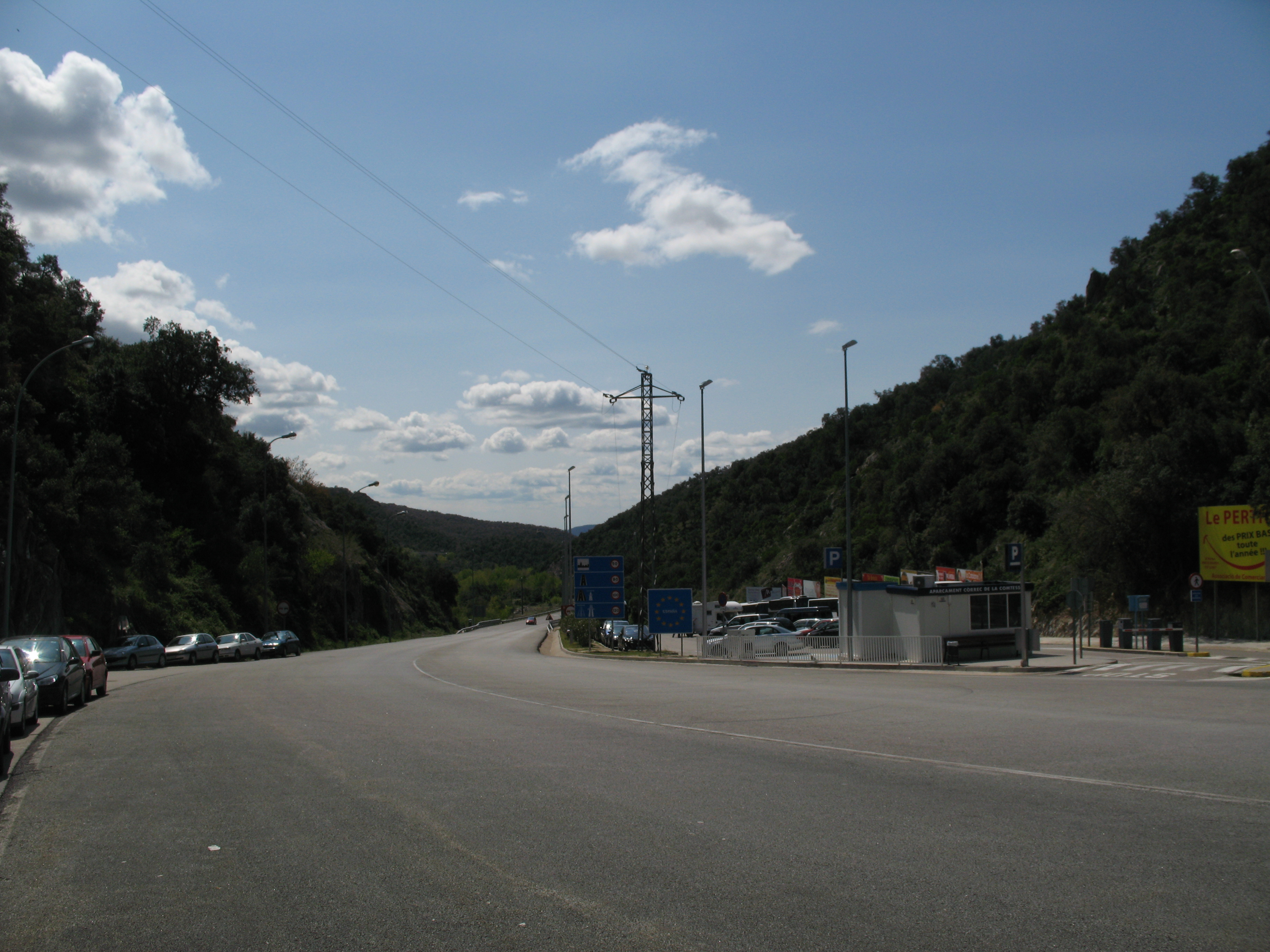
La N-2 plongeant dans une vallée au passage de la frontière espagnole, en direction de Gérone.

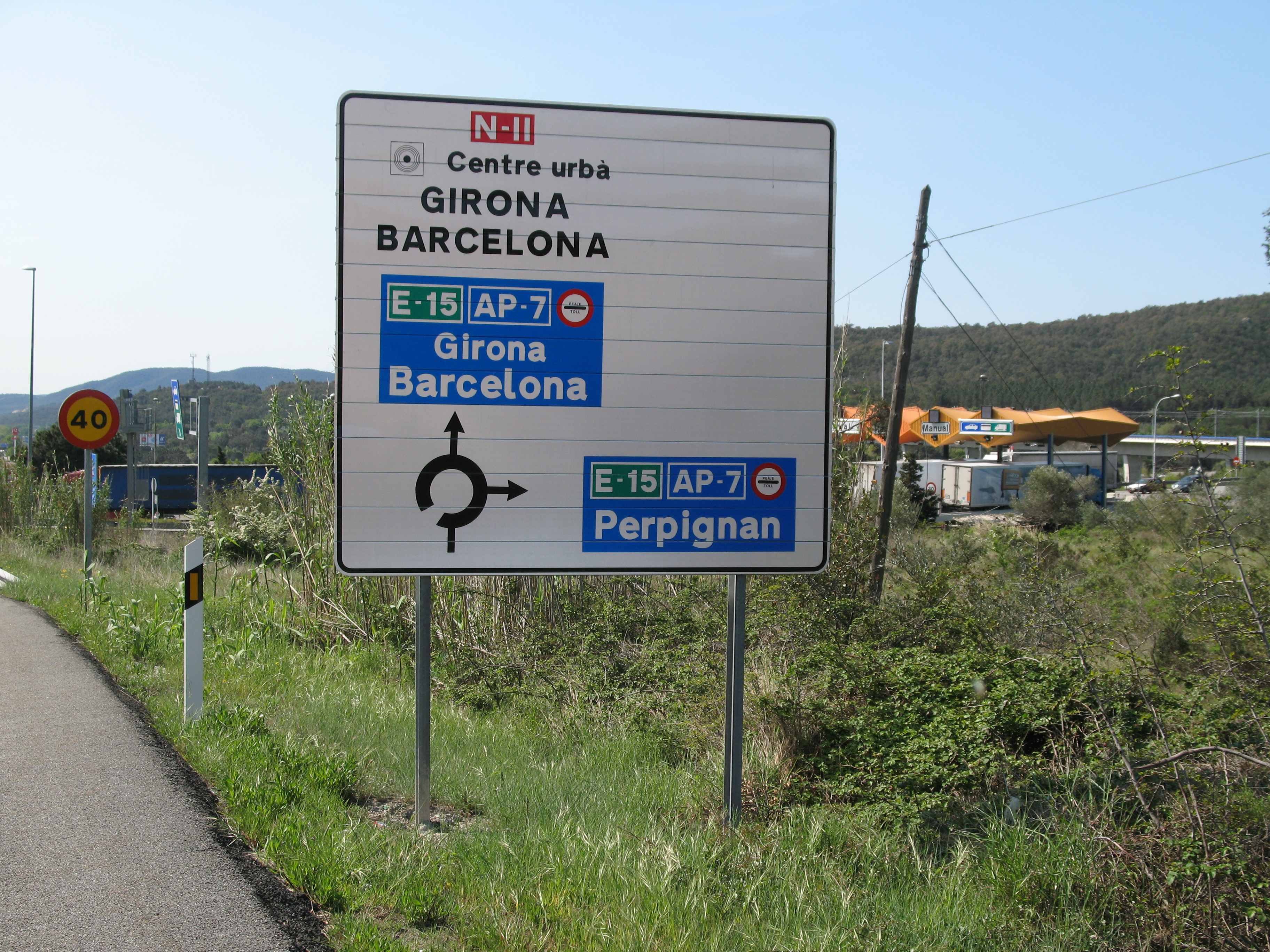
Un panneau de présignalisation sur la N-II à l'entrée Nord de La Jonquera.

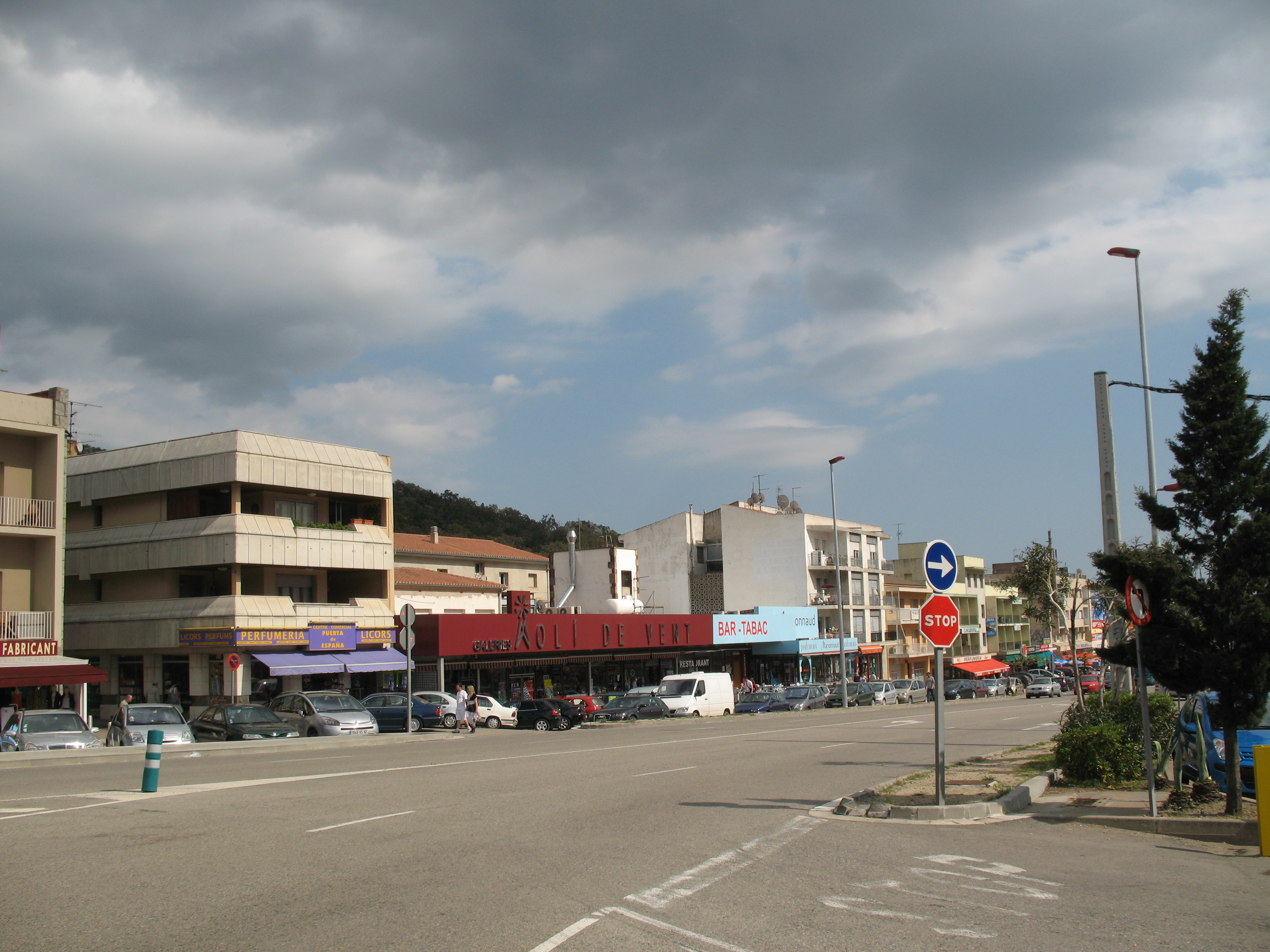
La N-2 s'insère au cœur de la zone commerciale de La Jonquera qui connait une forte fréquentation.

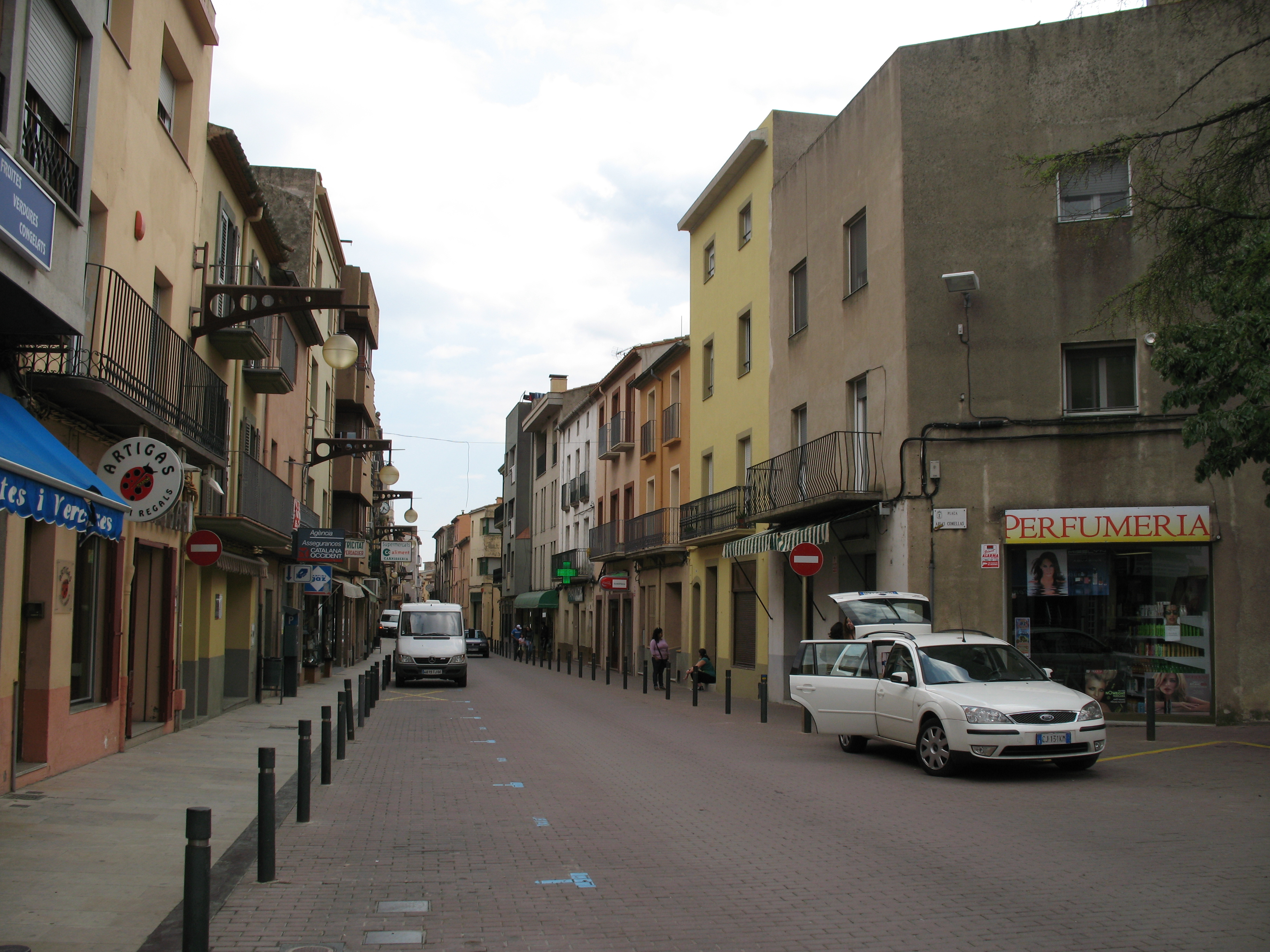
La rue principale de La Jonquera ayant accueilli le tracé de la N-II jusqu'en 1962.

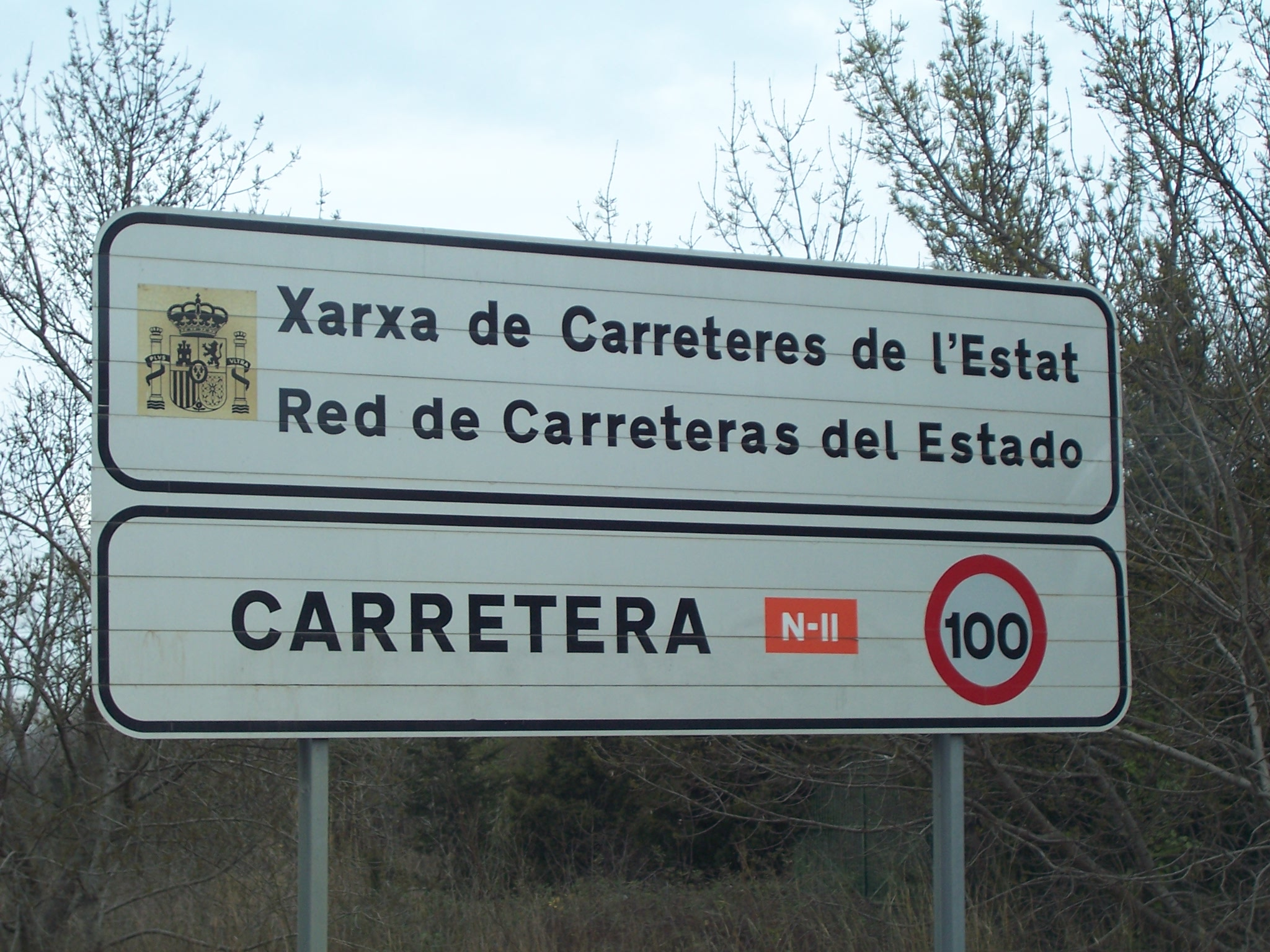
Un panneau bilingue rappelant l'appartenance de la N-II à l'État espagnol, près de Figueres.

### La Jonquera-Barcelone
| Points | Destinations                                                | Bifurcation       | km    |
| ------ | ----------------------------------------------------------- | ----------------- | ----- |
|        |                                                             |                   | 780   |
|        |                                                             |                   | 780   |
|        |                                                             |                   | 779   |
|        |                                                             |                   | 778   |
|        |                                                             |                   | 777   |
|        |                                                             | E-15 AP-7         | 777   |
|        | Zona Duana                                                  |                   | 776   |
|        | La Jonquera                                                 |                   | 775   |
|        |                                                             |                   | 774   |
|        | Barcelone / Gérone / Figueras                               | E-15 AP-7         | 773,5 |
|        | Agúllana / Cantallops                                       | GI-500 GI-601     | 773,5 |
|        |                                                             |                   | 773   |
|        |                                                             |                   | 770   |
|        | Banys de la Mercè                                           |                   | 769   |
|        | Capmany                                                     | GI-602            | 767,5 |
|        | Darnius                                                     | GI-502            | 766,5 |
|        | Biure                                                       | GIV-5044          | 764,5 |
|        | Masarac                                                     | GIV-6026          | 762   |
|        | Pont de Molins / Cabanes                                    | GIV-5041 GIV-6025 | 761   |
|        | France / La Jonquera                                        | E-15 AP-7         | 760   |
|        | Llers                                                       | GIP-5107          | 759   |
|        | Figueras                                                    | N-II a            | 759   |
|        | Figueras Centre / Llança / Portbou                          | N-260             | 755,5 |
|        | Roses                                                       | C-260             | 754,5 |
|        | Palamòs / Palafrugell                                       | C-31              | 750,5 |
|        | Figueras                                                    | N-II a            | 748   |
|        | Barcelone / Gérone / France                                 | E-15 AP-7         | 748   |
|        | Ordis / Borrassà / Vilamalla                                | GIV-5128 GIV-6229 | 748   |
|        | Garrigàs                                                    | GIV-6226          | 746   |
|        | Canelles                                                    | GIP-5126          | 744,5 |
|        | Pontòs                                                      | GIV-5125          | 743   |
|        | Bàscara                                                     |                   | 740   |
|        | Esponellà / Sant Mori                                       | GI-554 GI-622     | 739,5 |
|        | Banyoles / L'Escala                                         | GI-513 GI-623     | 736,5 |
|        | Barcelona / Gérone / France                                 | E-15 AP-7         | 736,5 |
|        | Vilademuls                                                  | GIV-5141          | 734,5 |
|        |                                                             | GIV-5142 GIV-5143 | 732   |
|        | Vilafreser                                                  | GIV-5144          | 730,5 |
|        | Cervià de Ter / Sant Jordi Desvalls                         | GI-633            | 727   |
|        | Medinyà                                                     |                   | 726   |
|        | Cornellà del Terri                                          | GI-514            | 725   |
|        | Gérone / Sarrià de Ter                                      | N-II a            | 725   |
|        | Banyoles / Palafrugell                                      | C-66              | 722   |
|        |                                                             |                   | 718,5 |
|        |                                                             |                   | 717,5 |
|        |                                                             |                   | 717   |
|        | Gérone / Quart / Madremanya                                 | C-250 GIV-6703    | 715   |
|        | Gérone / Quart / Llagostera / Sant Feliu de Guíxols         | C-65              | 711   |
|        | Gérone / El Perellò                                         | N-II a            | 709   |
|        |                                                             |                   | 709   |
| 705    | Aéroport de Gérone-Costa Brava                              | N-156             | 705   |
| 705    | Lleida / Vic / Riudellots de la Selva / Cassà de la Selva   | C-25              | 705   |
| 705    | Vilobí d'Onyar / Franciac                                   | GIV-5341 GIV-6731 | 705   |
| 702    | Golf de Catalunya                                           |                   | 702   |
| 701    | Caldes de Malavella                                         | GI-673            | 701   |
| 698    | Riudarenes                                                  | GI-555            | 698   |
| 695    | Sils / Vidreres / Lloret de Mar                             | C-63              | 695   |
| 692    | Maçanet de la Selva / Vidreres / Platja d'Aro               | C-35              | 692   |
|        |                                                             |                   | 690   |
|        | Tordera / Blanes                                            | GI-512 GI-600     | 682   |
|        | Vers le nord...                                             |                   | 682   |
|        | Vers le sud...                                              |                   | 682   |
|        | Barcelone / Mataró                                          | C-32              | 679   |
|        | Palafolls                                                   | B-682             | 676   |
|        | Malgrat de Mar                                              | BV-6001           | 675   |
|        | Santa Susanna                                               |                   | 673   |
|        | Pineda de Mar                                               |                   | 671   |
|        | Calella                                                     |                   | 669   |
|        |                                                             | BV-5126           | 667   |
|        | Sant Pol de Mar                                             |                   | 664   |
|        | Sant Cebrià de Vallalta / Sant Iscle de Vallalta            | BV-5128           | 663   |
|        | Canet de Mar                                                |                   | 660   |
|        | Arenys de Mar / Arenys de Munt / Vallgorguina / Sant Celoni | C-61              | 657   |
|        | Caldes d'Estrac / Sant Vicenç de Montalt                    | BV-5034           | 655   |
|        | Sant Andreu de Llavaneres                                   | BV-5033           | 652   |
|        | Barcelone / Badalone / Mataró                               | C-32              | 649,5 |
|        | Mataró                                                      |                   | 646   |
|        | Barcelone / Badalone                                        | C-31D C-32        | 645   |
|        | Vilassar de Mar / Cabrera de Mar / Argentona                | B-502             | 642   |
|        | Vilassar de Mar / Cabrils                                   | BV-5022           | 641   |
|        | Premià de Mar / Vilassar de Dalt                            | BV-5023           | 639   |
|        | El Masnou / Teia                                            | BV-5026           | 634   |
|        | El Masnou / Alella                                          | BP-5002           | 634   |
|        | Barcelona / Badalone / Santa Coloma de Gramenet             | B-20 C-32         | 632   |
|        | Montgat                                                     |                   | 631   |
|        | Barcelone / Badalone                                        | C-31              | 631   |
|        | Badalone                                                    |                   | 630   |
|        | Sant Adrià de Besòs                                         |                   | 627   |
|        | Barcelone                                                   | C-31              | 625   |
|        | Gérone / Lleida / Tarragona / Andorre                       | B-10              | 624   |
|        | Barcelona                                                   |                   | 623   |

### Barcelone-Lérida
| Points | Destinations            | Bifurcation        | km  |
| ------ | ----------------------- | ------------------ | --- |
|        | Barcelona / València    | E-90 A-2 B-23      | 600 |
|        | Pallejà                 |                    | 599 |
|        | Sant Andreu de la Barca |                    | 595 |
|        | Martorell               |                    | 589 |
|        | Barcelona / València    | E-15 E-90 A-2 AP-7 | 587 |

En cours de développement...

### Lérida-Saragosse
En cours de développement...